# Netgear
A Netgear Inc. egy amerikai székhelyű informatikai cég, melyet 1996-ban alapítottak. A cég elsődleges profilja a különböző hálózati eszközök gyártása.
A cég többségi tulajdonosa a Bay Networks. 1998 augusztusában a céget megvette a Nortel, majd 2000-ben, miután a vállalat teljes tulajdonjoga a Nortelhez került, fokozatosan elkezdte szabad piacra bocsátani a cég részvényeit. 2002 februárjára a cég ismét teljesen függetlenné vált.

## Külső hivatkozások
- Hivatalos honlap